# Puchar Dalekowschodni w narciarstwie alpejskim mężczyzn 2012/2013
Puchar Dalekowschodni w narciarstwie alpejskim mężczyzn w sezonie 2012/2013 jest kolejną edycją tego cyklu. Pierwsze zawody rozegrano 4 grudnia 2012 roku w chińskim Wanlong, a ostatnie zostały rozegrane 9 marca 2013 roku w japońskim Nozawa Onsen.

## Podium zawodów
| Lp  | Data             | Miejsce      | Konkurencja     | Zwycięzca        | 2. miejsce        | 3. miejsce        |
| --- | ---------------- | ------------ | --------------- | ---------------- | ----------------- | ----------------- |
| 1.  | 4 grudnia 2012   | Wanlong      | slalom          | Takahiro Oikawa  | Kyohsuke Kohno    | Kentaro Minagawa  |
| 2.  | 5 grudnia 2012   | Wanlong      | slalom          | Kentaro Minagawa | Kyohsuke Kohno    | Ippei Yoshigoe    |
| 3.  | 6 grudnia 2012   | Wanlong      | gigant          | Tomohiro Yuki    | Sho Sato          | Hideyuki Narita   |
| 4.  | 7 grudnia 2012   | Wanlong      | gigant          | Hideyuki Narita  | Ryu Takeda        | Sho Sato          |
| 5.  | 14 stycznia 2013 | Yongpyong    | superkombinacja | Jung Dong-hyun   | Tomoya Ishii      | Kyung Sung-hyun   |
| 6.  | 15 stycznia 2013 | Yongpyong    | superkombinacja | Jung Dong-hyun   | Tomoya Ishii      | Kim Woo-sung      |
| 7.  | 17 stycznia 2013 | Jisan Forest | slalom          | Kentaro Minagawa | Jung Dong-hyun    | Hideyuki Narita   |
| 8.  | 18 stycznia 2013 | Jisan Forest | slalom          | Kentaro Minagawa | Kyohsuke Kohno    | Ryu Takeda        |
| 9.  | 21 stycznia 2013 | Bearstown    | gigant          | Sho Sato         | Hideyuki Narita   | Ryu Takeda        |
| 10. | 22 stycznia 2013 | Bearstown    | gigant          | Zawody Odwołane  | Zawody Odwołane   | Zawody Odwołane   |
| 11. | 23 stycznia 2013 | Bearstown    | slalom          | Ryu Takeda       | Jung Dong-hyun    | Takahiro Oikawa   |
| 12. | 22 lutego 2013   | Shizukuishi  | supergigant     | Kei Fukai        | Sho Miyazaki      | Teruaki Murata    |
| 13. | 23 lutego 2013   | Shizukuishi  | supergigant     | Sho Miyazaki     | Keita Yoshida     | Tetsuya Hashimoto |
| 14. | 25 lutego 2013   | Shizukuishi  | superkombinacja | Ippei Yoshigoe   | Hideyuki Narita   | Masanori Shin     |
| 15. | 27 lutego 2013   | Shizukuishi  | superkombinacja | Dai Shimizu      | Ippei Yoshigoe    | Hideyuki Narita   |
| 14. | 3 marca 2013     | Shigakohgen  | gigant          | Ryu Takeda       | Ryunosuke Ohkoshi | Sho Sato          |
| 15. | 4 marca 2013     | Shigakohgen  | slalom          | Akira Sasaki     | Kentaro Minagawa  | Kyung Sung-hyun   |
| 16. | 5 marca 2013     | Shigakohgen  | slalom          | Jung Dong-hyun   | Ryunosuke Ohkoshi | Kentaro Minagawa  |
| 17. | 7 marca 2013     | Nozawa Onsen | gigant          | Tomoya Ishii     | Dai Shimizu       | Kyohsuke Kohno    |
| 18. | 8 marca 2013     | Nozawa Onsen | gigant          | Tomoya Ishii     | Ryu Takeda        | Hideyuki Narita   |
| 19. | 9 marca 2013     | Nozawa Onsen | slalom          | Ryu Takeda       | Kyohsuke Kohno    | Hideyuki Narita   |

## Klasyfikacja generalna
| Miejsce | Zawodnik         | Punkty |
| ------- | ---------------- | ------ |
| 1.      | Tomoya Ishii     | 1011   |
| 2.      | Hideyuki Narita  | 962    |
| 3.      | Ryu Takeda       | 810    |
| 4.      | Jung Dong-hyun   | 640    |
| 5.      | Kyohsuke Kohno   | 611    |
| 6.      | Ippei Yoshigoe   | 592    |
| 7.      | Dai Shimizu      | 582    |
| 8.      | Kentaro Minagawa | 510    |
| 9.      | Sho Sato         | 488    |
| 10.     | Masanori Shin    | 475    |

### Slalom gigant
| Miejsce | Zawodnik          | Punkty |
| ------- | ----------------- | ------ |
| 1.      | Sho Sato          | 410    |
| 2.      | Ryu Takeda        | 402    |
| 3.      | Tomoya Ishii      | 390    |
| 4.      | Hideyuki Narita   | 322    |
| 5.      | Masanori Shin     | 216    |
| 6.      | Kyohsuke Kohno    | 201    |
| 7.      | Dai Shimizu       | 174    |
| 8.      | Kazushi Nakamura  | 156    |
| 9.      | Ippei Yoshigoe    | 146    |
| 10.     | Ryunosuke Ohkoshi | 144    |

### Slalom
| Miejsce | Zawodnik         | Punkty |
| ------- | ---------------- | ------ |
| 1.      | Kentaro Minagawa | 510    |
| 2.      | Kyohsuke Kohno   | 410    |
| 3.      | Ryu Takeda       | 375    |
| 4.      | Hideyuki Narita  | 330    |
| 5.      | Takahiro Oikawa  | 322    |
| 6.      | Ippei Yoshigoe   | 290    |
| 7.      | Tomoya Ishii     | 261    |
| 8.      | Jung Dong-hyun   | 260    |
| 9.      | Kim Woo-sung     | 182    |
| 10.     | Kazushi Nakamura | 161    |

### Supergigant
| Miejsce | Zawodnik            | Punkty |
| ------- | ------------------- | ------ |
| 1.      | Tomoya Ishii        | 200    |
| 1.      | Hideyuki Narita     | 200    |
| 3.      | Jung Dong-hyun      | 180    |
| 4.      | Dai Shimizu         | 128    |
| 5.      | Yumenosuke Kikizaki | 120    |
| 6.      | Masanori Shin       | 110    |
| 7.      | Kim Woo-sung        | 86     |
| 8.      | Ippei Yoshigoe      | 76     |
| 9.      | Kyung Sung-hyun     | 74     |
| 10.     | Seiya Hiroshima     | 71     |

### Superkombinacja
| Miejsce | Zawodnik        | Punkty |
| ------- | --------------- | ------ |
| 1.      | Jung Dong-hyun  | 200    |
| 2.      | Tomoya Ishii    | 160    |
| 3.      | Dai Shimizu     | 136    |
| 4.      | Hideyuki Narita | 110    |
| 5.      | Kyung Sung-hyun | 105    |
| 6.      | Yutaro Ando     | 90     |
| 7.      | Ippei Yoshigoe  | 80     |
| 8.      | Kazuki Maruyama | 69     |
| 9.      | Kim Woo-sung    | 60     |
| 10.     | Kenta Obara     | 55     |